# Colt Canada C7
El Colt Canada C7 es un rifle canadiense, fabricado por Colt Canada (anteriormente Diemaco antes de 2005), que tiene un diseño y una función similares al Colt M16A3.
El C7 y sus variantes han sido adoptados como el rifle estándar por los ejércitos de Canadá, Noruega (solo fuerzas especiales), Dinamarca y los Países Bajos. Después de los ensayos, las variantes del C8 son armas de fuego de emisión general para las Fuerzas Especiales del Reino Unido. También es el arma de fuego estándar de la fuerza aérea holandesa (C8A1) y otros usuarios especializados dentro de los ejércitos holandés y británico. Ha sido utilizado en varios despliegues de combate por fuerzas canadienses, británicas, noruegas, holandesas y danesas en Afganistán, Irak y Mali. 

## C7
El desarrollo del rifle de asalto C7 fue paralelo al del M16A2 de Colt. Un oficial de enlace de las Fuerzas Canadienses trabajó con la Infantería de Marina de los Estados Unidos en el Programa de Mejora del Producto M16A1 y transmitió información a la Oficina del Programa de Reemplazo de Rifles de Canadá. El C7 se parece mucho a los M16A1E1 anteriores, en lugar de los M16A2 del producto final. Los primeros C7 fueron fabricados por Colt para las fuerzas canadienses como el modelo Colt 715. La serie de armas de fuego C7 funciona con el mismo sistema de gas de impacto directo que la serie M16. Al igual que el M16A1 y el M16A3, el C7 tiene modos de disparo semiautomáticos y completamente automáticos. El C7 también cuenta con el refuerzo estructural, guardamanos mejorados y un stock más largo desarrollado para el M16A2. Diemaco cambió la trampilla en la culata para facilitar el acceso, y está disponible un espaciador de 0,5 plg (12,7 mm) para ajustar la longitud del material. La diferencia externa más notable entre los M16A2 estadounidenses y los Diemaco C7 es la retención de las miras traseras estilo A1. No es tan evidente el uso de barriles forjados con martillo por parte de Diemaco, ya que los canadienses originalmente deseaban usar un perfil de barril pesado en lugar del perfil M16A2. Además, Diemaco ha desarrollado un sistema de montaje diferente de Colt para el lanzagranadas M203 para la familia de rifles C7. El C7 tiene una velocidad de disparo cíclica de alrededor de 700 a 900 disparos por minuto (RPM). 

### C7A1
El C7A1 (Diemaco C7FT) reemplaza la mira de hierro / asa de transporte utilizada en el C7 con un riel Weaver modificado para el montaje de la óptica. El desarrollo canadiense de rieles precedió a la estandarización estadounidense del "riel Picatinny" MIL-STD-1913, por lo que el "riel canadiense" o el "riel Diemaco" difieren ligeramente. Hay 14 ranuras en lugar de 13, y cada ranura es más estrecha. La altura del riel también es más alta, lo que permite el uso de un visor delantero de altura normal, mientras que un riel Picatinny requiere el uso de un visor delantero con la marca F más alta. Durante el desarrollo, los rieles originales se pegaron al vacío a la parte superior de un receptor desnudo. Para la producción, el riel y el receptor se hicieron de una sola pieza forjada. La montura puede usar miras de hierro tradicionales o la mira óptica ELCAN C79 Optical Sight 3.4 × mira óptica de potencia, las cuales se pueden ajustar para el alivio del ojo individual. La mira óptica fue diseñada para la ametralladora ligera C9 e incluye mil-bars horizontales y verticales que se utilizan para la determinación y desviación del alcance, y un poste de puntería de tritio que brilla en la oscuridad en lugar de las tradicionales miras. El 3.4 × es lo suficientemente poderoso como para ver correctamente los objetivos en el rango máximo de precisión de 400 m (440 yardas), aunque como la mayoría de las miras ópticas aumentadas, es propenso a las críticas por crear una visión de túnel en situaciones de espacios reducidos. Si bien la amplia apertura ayuda a acelerar la adquisición de objetivos, los soldados canadienses generalmente renuncian a la mira C79 a favor de miras ópticas sin aumento o miras de hierro de respaldo cuando están comprometidas o entrenando en una batalla cuerpo a cuerpo. La mira frontal se cambió del poste cuadrado a un poste redondo de 1,3 mm (0,05 pulgadas) de diámetro. 

### C7A2
Con la participación canadiense en Afganistán, Diemaco y las fuerzas canadienses desarrollaron mejoras en el C7A1 para adaptarse mejor a las situaciones operativas en cuestión. El resultado, el C7A2, tiene una unidad de stock telescópica de cuatro puntos similar a la de la carabina C8 y un soporte TRI-AD I de tres rieles en el triángulo de la mira delantera. La palanca selectora, la liberación del cargador y el pestillo de la manija de carga son ambidiestros. [3] Además, el C7A2 se entrega con muebles de color verde como estándar. Estas armas a menudo se ven con una plétora de accesorios similar a sus contrapartes estadounidenses, dados los puntos en común del sistema y los soportes de riel. El C7A2 también se emite con la mira óptica C79A2 ELCAN con un aumento de 3.4 × pero con un revestimiento blindado de goma verde uniforme, pero algunos soldados a los que se les ha emitido han recibido o han comprado miras como la mira de armas holográficas EOTech y el Trijicon ACOG. Dentro de una sección de ocho hombres, seis soldados normalmente llevarán un C7A2: el comandante de la sección y el segundo al mando, dos granaderos y dos fusileros, y solo los artilleros llevarán una ametralladora C9A2. El C7A2 se considera una actualización de "mediana edad" para la familia C7. La adición del soporte de riel TRI-AD ha facilitado que los soldados coloquen accesorios como indicadores láser y luces tácticas. [4] Muchos A2 también se ven con agarraderas plegables de Cadex Inc. debajo de los protectores de manos que pueden almacenar 2 baterías CR123.
Las Fuerzas Canadienses están buscando actualizar y modernizar su arsenal de rifles de asalto C7A2, aunque aún no hay nada oficial o seguro a mediados de 2016. Una de las mejoras más importantes que podrían implementarse es el reemplazo del receptor superior plano estándar con guardamanos estándar, tapa de extremo de guardamanos y base de la mira delantera con un receptor superior monolítico con guardamanos de cuatro rieles de aluminio integrado para una mayor modularidad con accesorios y gratis -Flotando el cañón para mayor precisión. Esto pondría la flota de rifles de servicio de las Fuerzas Armadas Canadienses a la par con las últimas ofertas y actualizaciones de Colt Canada de los ejércitos daneses y holandeses que han adoptado rifles con receptores superiores monolíticos. Esta versión requerirá el uso de Colt Canada M203A1 con un sistema de montaje diferente debido al nuevo guardamanos de cuatro rieles de aluminio. Dado que Colt Canada desarrolló y lanzó el MRR (Modular Rail Rifle) que utiliza un receptor superior monolítico con el sistema de fijación Magpul M-LOK, las Fuerzas Armadas Canadienses podrían estar dirigiéndose en esa dirección, junto con un receptor más corto de 18.6 pulgadas (470 mm) de barril, en lugar del barril estándar de 20 pulgadas (510 mm), y tubo de gas recto con un bloque de gas de perfil bajo [5] La posibilidad de utilizar supresores integrados también es algo que se está estudiando. También se utilizará un pestillo del mango de carga más corto en lugar del pestillo C7A2 muy largo, que queda atrapado en el equipo y los chalecos, lo que hace que el pestillo se doble y rompa el mango de carga.
- Datos: Q995577
- Multimedia: Colt Canada C7 and C8 / Q995577